# Philadelphia Phantoms
I Philadelphia Phantoms sono stati una squadra di hockey su ghiaccio dell'American Hockey League con sede nella città di Filadelfia, in Pennsylvania. Nacquero nel 1996 come nuova formazione affiliata ai Philadelphia Flyers, riuscendo a conquistare nel corso della loro storia due Calder Cup. Nel 2009 dopo la chiusura del palazzetto The Spectrum si trasferirono a Glenn Falls.

## Storia
Nel settembre 1996 i Philadelphia Flyers abbandonarono il The Spectrum per trasferirsi nel nuovo CoreStates Center. I proprietari della franchigia scelsero di non abbattere il palazzetto, e per questo nel dicembre del 1995 acquisirono i diritti per fondare una nuova franchigia della American Hockey League a partire dalla stagione 1996–97. Poche settimane più tardi giunse l'annuncio del nome scelto per la squadra, Philadelphia Phantoms.
I Phantoms esordirono il 4 ottobre 1996 sconfiggendo in trasferta gli Springfield Falcons per 6–3. Due giorni più tardi debuttarono allo Spectrum di fronte a 9.166 spettatori nella vittoria per 3-1 contro i Rochester Americans. La prima stagione si chiuse subito con il primo titolo divisionale e la qualificazione ai playoff. L'anno successivo la squadra si ripeté arrivando fino alle finali della Calder Cup; il 10 giugno 1998 di fronte a 17.380 tifosi i Phantoms sconfissero i Saint John Flames per 6–1 conquistando il primo trofeo della franchigia.
Per le prime sei stagioni della loro storia i Phantoms si qualificarono sempre ai playoff, venendo eliminati solo una volta al primo turno. Tuttavia al termine della stagione 2002-2003, giunti quarti nella loro division, i Phantoms furono estromessi dai playoff. Nella stagione successiva vinsero il quarto titolo divisionale, mentre nel campionato 2004-05 arrivarono per la seconda volta in finale contro i Chicago Wolves. Di fronte a 20.103 spettatori i Phantoms vinsero la loro seconda Calder Cup per 4-0.
A causa dell'imminente demolizione del Wachovia Spectrum, originariamente prevista il 4 febbraio 2009, il gruppo Comcast Spectacor, proprietario dei Phantoms, raggiunse un accordo per la cessione della squadra ad un gruppo di Pittsburgh. La nuova proprietà espresse il desiderio di trasferire la franchigia ad Allentown prevedendo la costruzione di un nuovo impianto polifunzionale disponibile dalla stagione 2013-14. Fino ad allora i Phantoms disputeranno i loro incontri casalinghi a Glenn Falls, già sede degli Adirondack Red Wings.

### Affiliazioni
Nel corso della loro storia i Philadelphia Phantoms sono stati affiliati alle seguenti franchigie della National Hockey League:
- Philadelphia Flyers: (1996-2009)

## Record stagione per stagione
| Stagione              | Division     | Gare | V  | S  | P  | OTL | SOL | Punti | GF  | GS  | Piazzamento | Play-off |
| --------------------- | ------------ | ---- | -- | -- | -- | --- | --- | ----- | --- | --- | ----------- | --- |
| Philadelphia Phantoms |              |      |    |    |    |     |     |       |     |     |             | |
| 1996-97               | Mid-Atlantic | 80   | 49 | 18 | 10 | 3   | -   | 111   | 325 | 230 | 1°          | vince 1º turno (Baltimore) 3-0 perde 2º turno (Hershey) 3-4                                                                 |
| 1997-98               | Mid-Atlantic | 80   | 47 | 21 | 10 | 2   | -   | 106   | 314 | 249 | 1°          | vince 1º turno (Rochester) 3-1 vince 2º turno (Hershey) 4-0 vince semifinali (Albany) 4-2 vince Calder Cup (Saint John) 4-2 |
| 1998-99               | Mid-Atlantic | 80   | 47 | 22 | 9  | 2   | -   | 105   | 272 | 221 | 1°          | vince 1º turno (Cincinnati) 3-0 vince 2º turno (Kentucky) 4-3 perde semifinali (Rochester) 2-4                              |
| 1999-2000             | Mid-Atlantic | 80   | 44 | 31 | 3  | 2   | -   | 93    | 281 | 239 | 3°          | perde 1º turno (Hershey) 2-3                                                                                                |
| 2000-01               | Mid-Atlantic | 80   | 36 | 34 | 5  | 5   | -   | 82    | 246 | 244 | 4°          | vince 1º turno (Rochester) 3-1 perde 2º turno (Wilkes-Barre) 2-4                                                            |
| 2001-02               | South        | 80   | 33 | 27 | 15 | 5   | -   | 86    | 206 | 210 | 3°          | vince preliminari (Rochester) 2-0 perde 1º turno (Syracuse) 0-3                                                             |
| 2002-03               | South        | 80   | 33 | 33 | 6  | 8   | -   | 80    | 198 | 212 | 4°          | |
| 2003-04               | East         | 80   | 46 | 25 | 7  | 2   | -   | 101   | 216 | 168 | 1°          | vince 1º turno (Norfolk) 4-2 perde 2º turno (Wilkes-Barre) 2-4                                                              |
| 2004-05               | East         | 80   | 48 | 25 | -  | 3   | 4   | 103   | 235 | 185 | 2°          | vince 1º turno (Norfolk) 4-2 vince 2º turno (Wilkes-Barre) 4-1 vince semifinali (Providence) vince Calder Cup (Chicago) 4-0 |
| 2005-06               | East         | 80   | 34 | 37 | -  | 2   | 7   | 77    | 197 | 232 | 6°          | |
| 2006-07               | East         | 80   | 31 | 41 | -  | 2   | 6   | 70    | 222 | 271 | 7°          | |
| 2007-08               | East         | 80   | 46 | 27 | -  | 4   | 3   | 99    | 236 | 212 | 2°          | vince 1º turno (Albany) 4-3 perde 2º turno (Wilkes-Barre) 1-4                                                               |
| 2008-09               | East         | 80   | 43 | 30 | -  | 2   | 5   | 93    | 234 | 232 | 4°          | perde 1º turno (Hershey) 0-4                                                                                                |

## Record della franchigia

### Singola stagione
Gol: 47  Mike Maneluk (1999-00)
Assist: 78  Peter White (1997-98)
Punti: 105  Peter White (1997-98)
Minuti di penalità: 416  Francis Lessard (1999-00)
Media gol subiti: 1.96  Neil Little (2003-04)
Parate %: .926  Neil Little (2001-02)

### Carriera
Gol: 153  Peter White
Assist: 319  Peter White
Punti: 472  Peter White
Minuti di penalità: 1046  Pete Vandermeer
Vittorie: 177  Neil Little
Shutout: 18  Neil Little
Partite giocate: 431  Peter White

## Palmarès

### Premi di squadra
- Calder Cup: 2

1997-1998, 2004-2005
- Macgregor Kilpatrick Trophy: 1

1997-1998
- F. G. "Teddy" Oke Trophy: 1

2003-2004
- Frank Mathers Trophy: 3

1996-1997, 1997-1998, 1998-1999
- Norman R. "Bud" Poile Trophy: 1

2008-2009
- Richard F. Canning Trophy: 1

2004-2005
- Robert W. Clarke Trophy: 1

1997-1998

### Premi individuali
- Eddie Shore Award: 4

Darren Rumble: 1996-1997
Jamie Heward: 1997-1998
John Slaney: 2001-2002, 2002-2003
- Jack A. Butterfield Trophy: 1

Antero Niittymäki: 2004-2005
- John B. Sollenberger Trophy: 2

Peter White: 1996-1997, 1997-1998